# Montchamp (Calvados)
Montchamp é uma ex-comuna francesa na região administrativa da Normandia, no departamento de Calvados. Estendeu-se por uma área de 16,2 km². Em 2010 a comuna tinha 553 habitantes (densidade: 34,1 hab./km²).
Em 1 de janeiro de 2016 foi fundida com as comunas de Vassy, Bernières-le-Patry, Burcy, Chênedollé, Le Désert, Estry, Pierres, Presles, La Rocque, Rully, Saint-Charles-de-Percy, Le Theil-Bocage e Viessoix para a criação da nova comuna de Valdallière.